# Buccinum fringillum
Buccinum fringillum is een slakkensoort uit de familie van de Buccinidae. De wetenschappelijke naam van de soort is voor het eerst geldig gepubliceerd in 1877 door Dall.